# Rasa del Fornell
La Rasa del Fornell és un torrent afluent per la dreta de l'Aigua d'Ora el curs del qual transcorre íntegrament pel terme municipal de Navès.

## Xarxa hidrogràfica
La xarxa hidrogràfica de la Rasa del Fornell està integrada per un total de 19 cursos fluvials. A banda del corrent principal, 9 són tributaris de 1r nivell de subsidiarietat, 9 més ho són de 2n nivell i 2 ho són de 3r nivell.
La totalitat de la xarxa suma una longitud de 17.096 m. que transcorren en la seva totalitat pel terme municipal de Navès.